# Viaduc de Saint-Cloud
Ne doit pas être confondu avec Pont de Saint-Cloud.
Le viaduc de Saint-Cloud est un pont autoroutier franchissant la Seine entre Saint-Cloud à l'ouest et Boulogne-Billancourt à l'est, dans le département des Hauts-de-Seine, en France.

## Historique
Jusqu'en 1974, l'autoroute A13 (autoroute de Normandie) s'arrêtait à la sortie du tunnel de Saint-Cloud, au niveau du pont de Saint-Cloud. Afin de relier l'autoroute au périphérique parisien, un appel d'offres est lancé pour la construction d'un pont en caissons de béton traversant la Seine. Il est remporté par la société Campenon Bernard Construction. Du côté de Boulogne, l'autoroute prolongeant le viaduc est construite à la place d'une vaste partie des jardins du château Rothschild.
Lors d'une visite de surveillance le 3 juin 1978, des fissures sont repérées entrainant la décision du renforcement des câbles de précontraintes en juin 1979. Les travaux ont lieu en 1980.
Le 19 avril 2024, à la suite de l'apparition de fissures sur le viaduc, une fermeture provisoire de la section Paris-Vaucresson (130 000 automobilistes/jour concernés) est décidée par les autorités. Ces fissures pourraient être la conséquence de mouvements de sol induits par un grand chantier situé à proximité, celui de la création d'un parking souterrain sous le musée du Grand Siècle. Cette hypothèse annoncée le 29 avril 2024 par Le Canard enchaîné a été confirmée par un communiqué de Laurent Hottiaux préfet des Hauts-de-Seine : « Les analyses menées montrent aujourd'hui que les travaux réalisés, à l'extérieur de l'ouvrage sur un chantier de travaux à proximité sont, selon l'hypothèse la plus probable, les faits générateurs de ce mouvement de terrain ». Le préfet annonce une réouverture le 11 mai 2024, pour le sens Province → Paris, et uniquement pour les véhicules légers, « sous réserve que toutes les conditions de sécurité soient réunies », puis le 19 juin 2024, le préfet annonce une réouverture totale le 20 juin 2024, pour le sens Province vers Paris et le 24 juin 2024, pour le sens Paris vers Province.

## Description de l'ouvrage

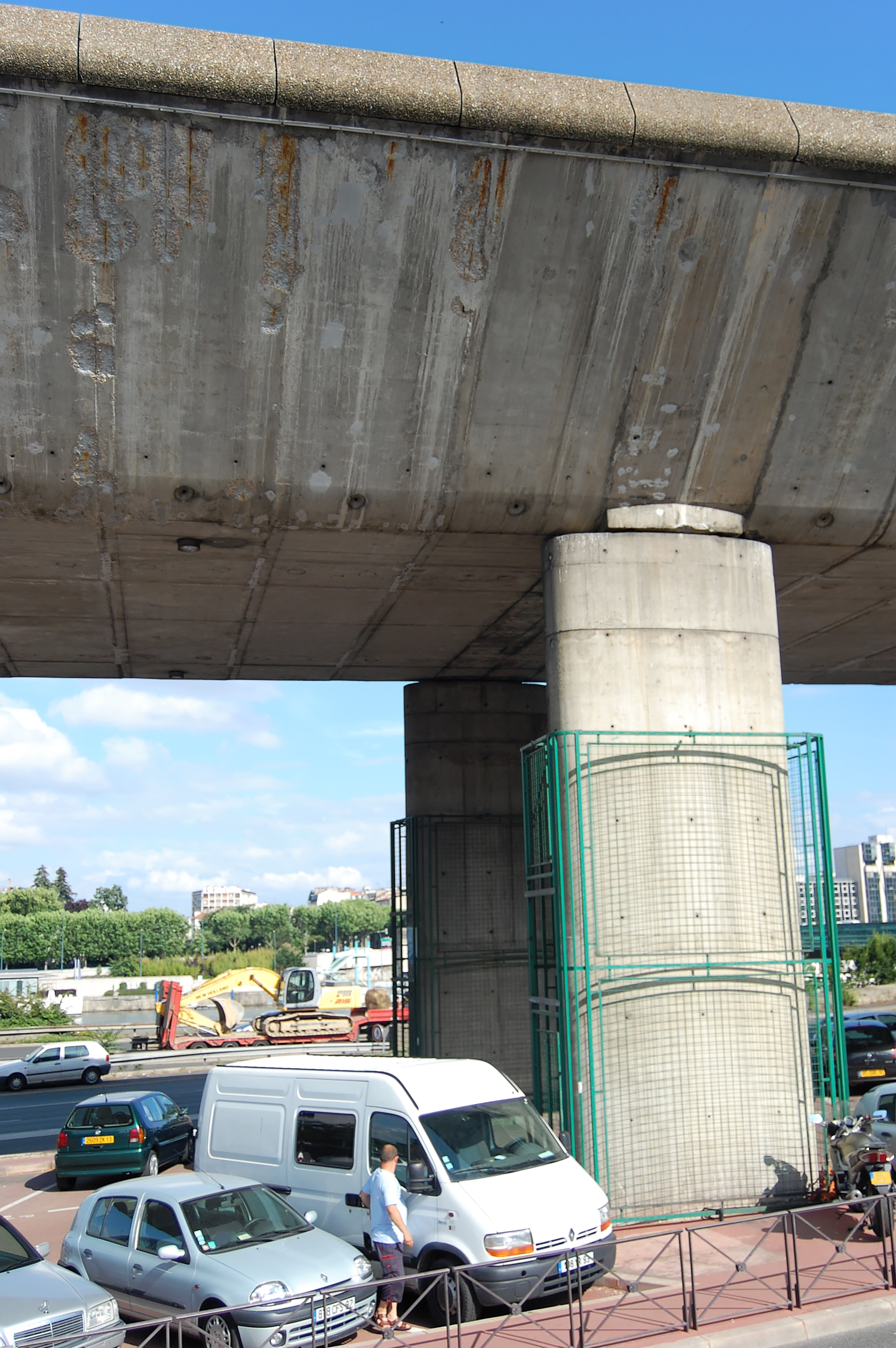
Un des piliers du viaduc, côté Saint-Cloud.

Conçu par Daniel Badani le viaduc de Saint-Cloud est un pont de 1 100 m de longueur. Il traverse la Seine entre les villes de Saint-Cloud et de Boulogne-Billancourt.
Reposant sur des piliers en béton armé, le tablier en béton précontraint est construit en voussoirs préfabriqués. Chaque voussoir fait 2,25 m de long et 3,60 m de hauteur.
La partie enjambant la Seine fait 529 m de long et est constituée de sept travées allant de 20,24 m à 101,75 m de long. Le viaduc d'accès fait 553,90 m pour neuf travées mesurant entre 26,40 m et 87 m de long.
Du côté de Boulogne-Billancourt, des culées attendent un éventuel doublement du viaduc.
Le viaduc fait partie des aménagements contemporains qui changent radicalement la physionomie de Saint-Cloud (dont il longe le centre-ville), faisant disparaître petits commerces, guinguettes et restaurants.

## Exploitation de l’ouvrage
La vitesse maximale autorisée est fixée à 70 km/h depuis la fin des travaux (90 km/h avant).
En 2008, il voit passer 100 000 voitures par jour.